# زوران بيشيتش
زوران بيشيتش هو لاعب كرة قدم صربي في مركز الدفاع، ولد في 25 سبتمبر 1983 في Raška, Serbia ‏ في صربيا. لعب مع رادنيتشكي نيش وسبارتاك سوبتيتسا ونادي إركيم ونادي باتشكا بالانكا ونادي رادنيك بيلينا.

## وصلات خارجية
- زوران بيشيتش على موقع قاعدة بيانات كرة القدم.إي يو (الإنجليزية)
- زوران بيشيتش على موقع Soccerway.com (الإنجليزية)